# Lordomyrma tortuosa
Lordomyrma tortuosa är en myrart som först beskrevs av Mann 1921.  Lordomyrma tortuosa ingår i släktet Lordomyrma och familjen myror.

## Underarter
Arten delas in i följande underarter:
- L. t. levifrons
- L. t. polita
- L. t. stoneri
- L. t. tortuosa

## Bildgalleri

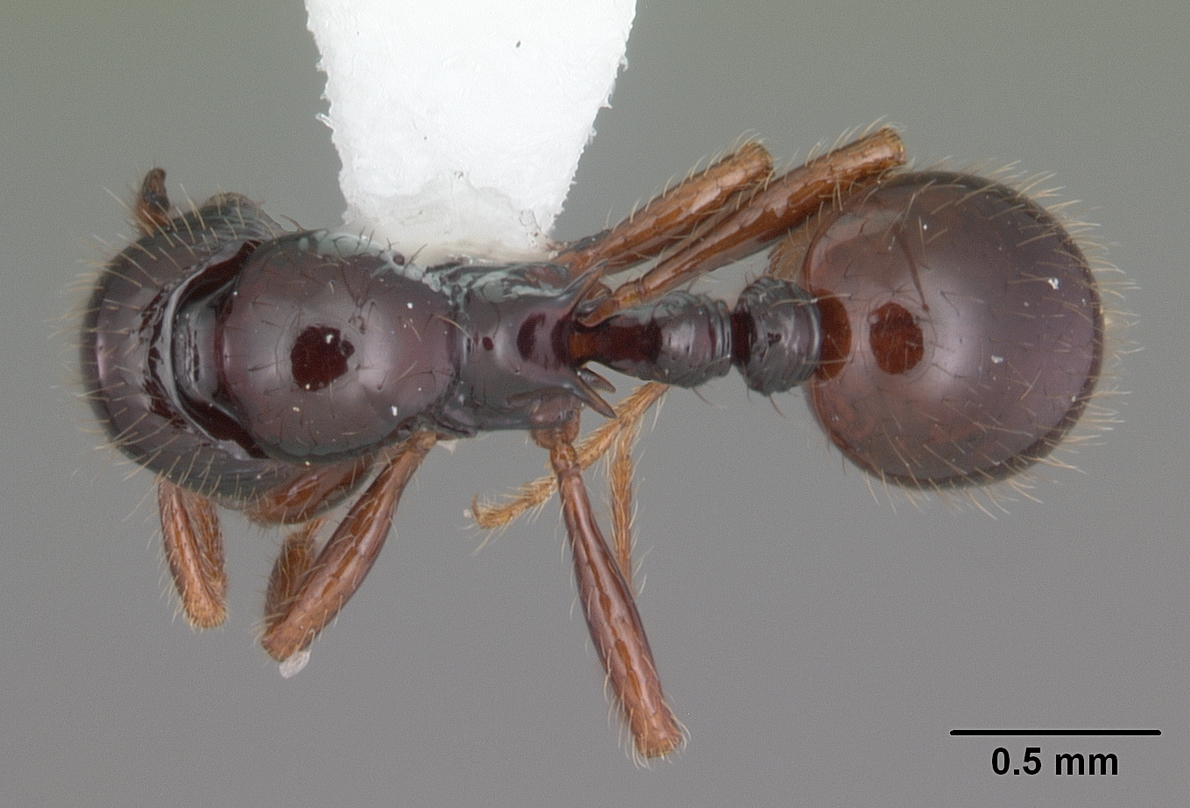
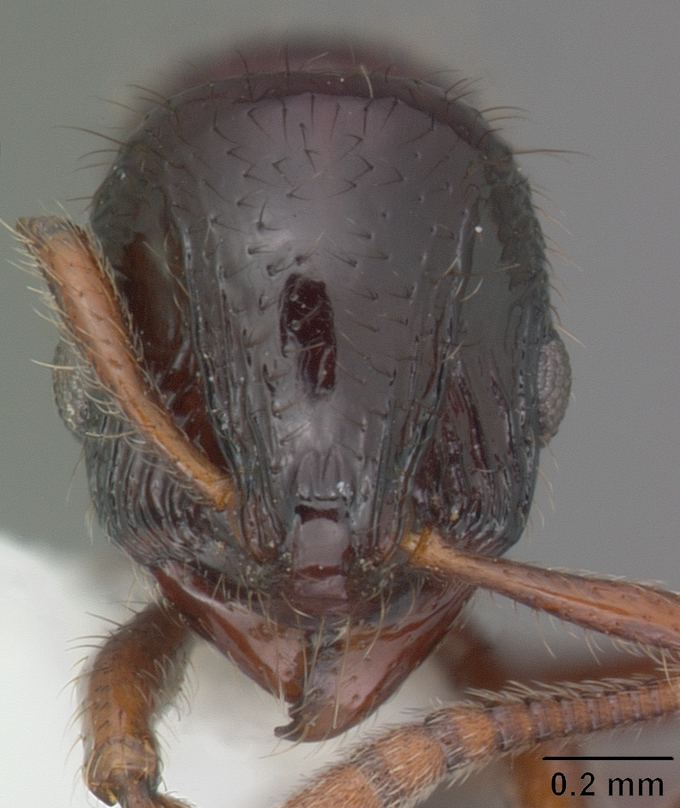
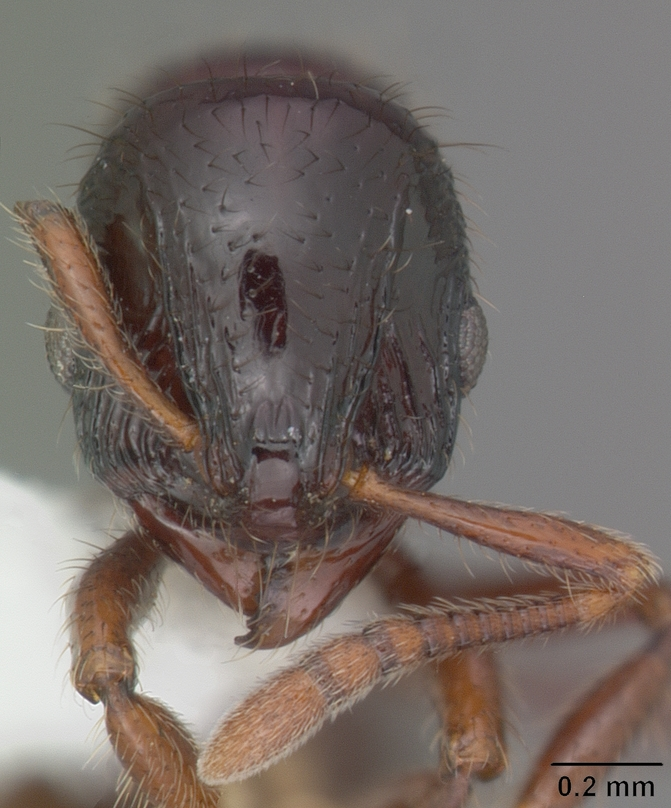
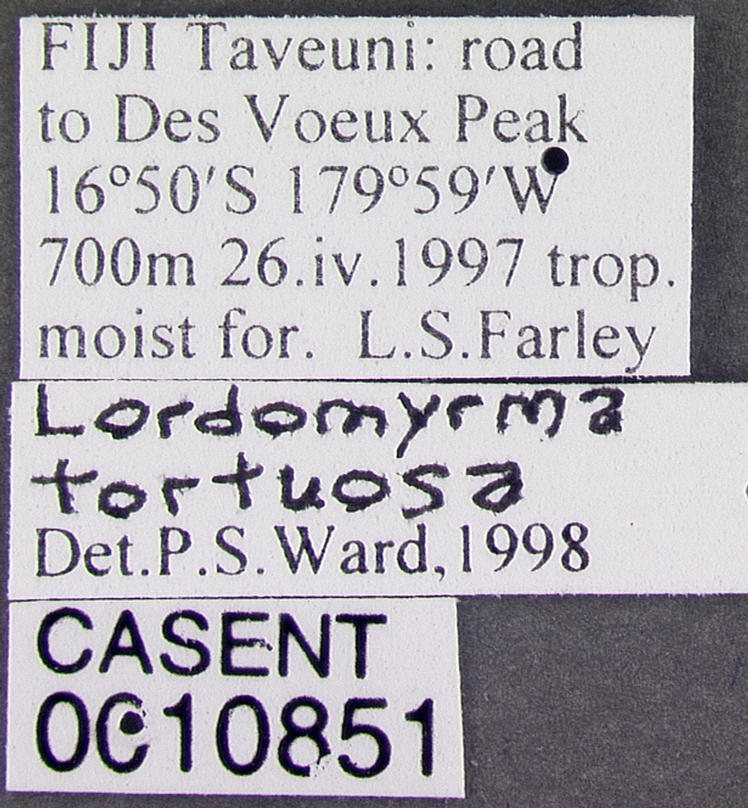
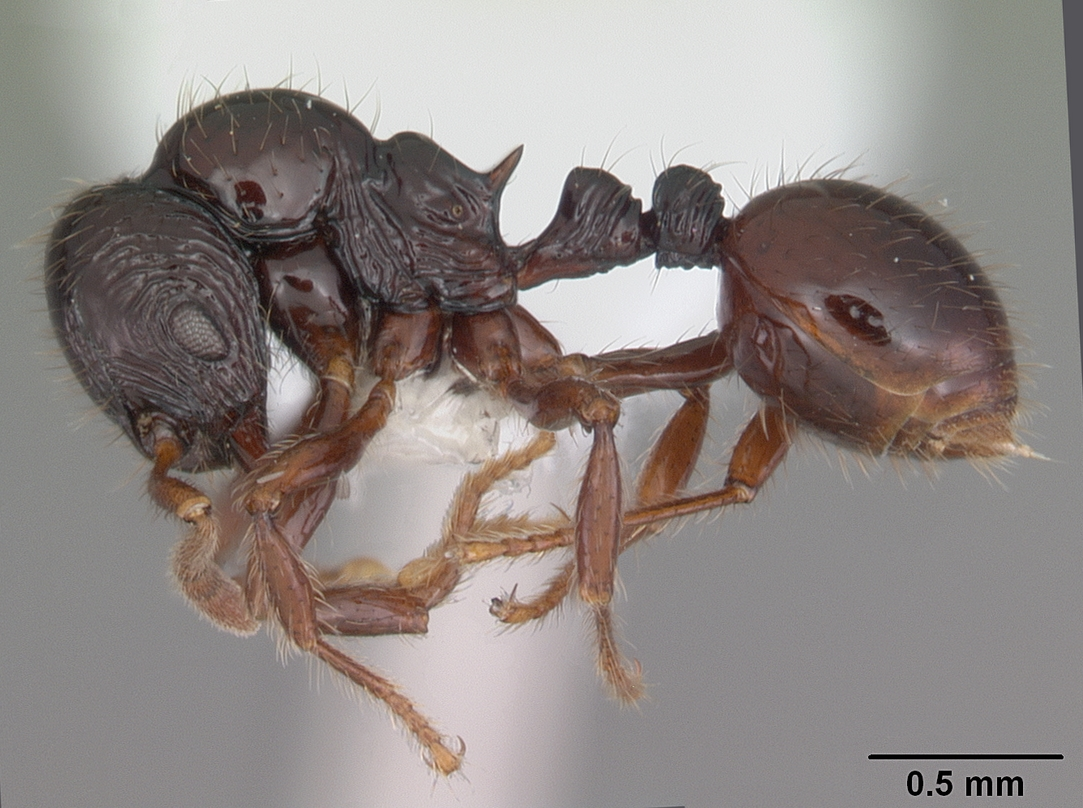